# 2С34
2С34 «Хоста» (первоначально 2С1М) — российское 120-мм самоходное артиллерийское орудие. САО 2С34 является глубокой модернизацией 2С1 «Гвоздики» с внедрением ряда компонентов 2С31 «Вены», 2С23 «Ноны-СВК», а также «Объекта 118» (ГМЗ). 2С34 «Хоста» была разработана в г. Перми на Мотовилихинском заводе.
«Хоста» предназначена для подавления живой силы, артиллерийских и миномётных батарей, ракетных установок, бронированных целей, огневых средств и пунктов управления на расстоянии до 14 км. По состоянию на 2012 год стоимость 12 единиц 2С34 составляла 265,8 млн. рублей.
САУ «Хоста» достаточно простая по конструкции, обладает надёжным и прочным корпусом с повышенной устойчивостью к подрыву противотанковых мин, новым вооружением, оснащена автоматизированной системой управления наведением и огнем в условиях современной войны. Все эти качества позволяют «Хосте» выполнять практически все задачи, для решения которых создаются САУ. Также устанавливаются автоматизированная система управления в вертикальной и горизонтальной плоскостях и автоматическая система топопривязки и ориентирования.

## Вооружение
- 120-мм нарезная полуавтоматическая пушка 2А80-1 (40 выстрелов)
- 7,62-мм пулемёт ПКТ

В боекомплект 2С34 входит также новый управляемый снаряд 3ВОФ112 «Китолов-2». В номенклатуру применяемых боеприпасов входят все выстрелы, используемые САО 2С31 «Вена» за исключением кумулятивного выстрела 3ВБК14.

## Модификации
- 2С34 — базовая модификация
  - 2С34М — экспериментальная модификация 2С34, с установкой орудийно-вычислительного комплекса и датчикового оборудования. Серийно не производилась.
- 2С34-1 — опытный вариант глубокой модернизации 2С1 с заменой 122-мм гаубицы 2А31 на 120-мм полуавтоматическую пушку-гаубицу-миномёт 2А80-1, заменой башенки командира с установкой ПКТ, модификацией боевого отделения и установкой комплекта бортового оборудования 1В180-1, аналогичного самоходной артиллерийской установке 2С35 «Коалиция-СВ»[5].

## Служба и боевое применение

### Служба
1. в/ч № 22220. 20-я отдельная гвардейская мотострелковая бригада (20 омсбр)[6]
2. в/ч № 12128. 21-я отдельная гвардейская мотострелковая бригада (21 омсбр)[7]
3. в/ч № A4123 67 отдельная механизированная бригада ВСУ[8]

## Операторы
- Россия — 40 единиц 2С34 на вооружении по состоянию на 2024 год[9].
- Украина — 2 единицы 2С34 были захвачены в ходе российкого вторжения на Украину[8][10][11].

## Аналоги
- PLL-05
- 2С31